# Mariany Północne na Mistrzostwach Świata w Lekkoatletyce 2017
Mariany Północne na Mistrzostwach Świata w Lekkoatletyce 2017 – reprezentacja Marianów Północnych podczas Mistrzostw Świata w Londynie liczyła 1 zawodniczkę, która nie zdobyła medalu.

## Rezultaty
| Zawodniczka    | Konkurencja        | Eliminacje | Eliminacje | Półfinał | Półfinał | Finał    | Finał   |
| Zawodniczka    | Konkurencja        | Rezultat   | Pozycja    | Rezultat | Pozycja  | Rezultat | Pozycja |
| -------------- | ------------------ | ---------- | ---------- | -------- | -------- | -------- | ------- |
| Zarinae Sapong | Bieg na 100 metrów | 13,29      | 45.        | NQ       | NQ       | NQ       | NQ      |